# Ailianosz
Ailianosz (Kr. u. 175 – Kr. u. 235) ókori görög filozófus.
Életéről semmit sem tudunk, annyi bizonyos csupán, hogy szofista volt. Két műve maradt ránk, Az állatok természetéről című, ami az állatok lelki sajátosságaival, és a Tarka történetek című anekdotagyűjteménye, ami az emberi világgal foglalkozik. Ez utóbbi műve játékos, tarka, a fantasztikumot sem nélkülöző történet gyűjtemény, amely a későbbi időkben a hasonló művek alapjává vált. Egy anekdotája:
„Pauszón, a festő egy fetrengő ló képére kapott megrendelést, ő azonban vágtatót festett. A kép megrendelője bosszankodott, hogy Pauszón mást festett, mint amit ő kikötött, ő azonban így felelt:
– Fordítsd meg a képet, és a futóból hentergő lesz.”